# Giass
Giass, acronimo di Great Italian Association, è stato un programma televisivo italiano di genere game show ideato da Antonio Ricci, andato in onda dal 16 marzo al 15 aprile 2014 su Canale 5 e condotto da Luca e Paolo.
Del programma sono trasmesse 5 puntate: le prime 2 di domenica, le ultime 3 sono state spostate al martedì prima della chiusura.
Lo spettacolo rappresentava un torneo della sfida su tre fronti: il nord, il centro e il sud Italia.

## Sigla
La sigla Tanti auguri, canzone interpretata originariamente da Raffaella Carrà, è cantata dagli stessi conduttori.

## Ascolti
| 1 | 16 marzo 2014  | 3427484 | 12,02% |
| 2 | 23 marzo 2014  | 2111470 | 7,81%  |
| 3 | 1º aprile 2014 | 2588011 | 10,43% |
| 4 | 8 aprile 2014  | 2341486 | 8,40%  |
| 5 | 15 aprile 2014 | 2502397 | 9,22%  |